# Ľubor Kresák
Ľubor Kresák (23. srpna 1927 Topoľčany – 20. ledna 1994 Bratislava) byl slovenský astronom.

## Životopis
Narodil se 23. srpna 1927 v Topolčanech. Po absolvování Přírodovědecké fakulty UK v Praze, kde získal i titul doktora přírodních věd (1951), pracoval do r. 1955 v Astronomické observatoři na Skalnatém plese. Zde úzce spolupracoval s doc. V. Guthem, který měl na něj velký vliv. V tomto čase přednášel astronomii na VŠP v Prešově (1952–1955). V roce 1955 se stal vedoucím oddělení meziplanetární hmoty Astronomického ústavu SAV v Bratislavě a začal přednášet astronomii na Přírodovědecké fakultě UK. Titul kandidáta věd získal v r. 1957, o čtyři roky později se habilitoval, doktorem věd se stal v r. 1967, rok na to byl zvolen korespondentem SAV a v roce 1988 korespondentem ČSAV. V roce 1993 se stal prvním slovenským profesorem astronomie. V Astronomickém ústavu SAV zastával funkci zástupce ředitele. Dr. Ľubor Kresák se věnoval pozorování komet, asteroidů a meteorů. Zabýval se jejich prostorovým rozložením a pohybem, zkoumal jejich původ a vývoj. Objevil dvě komety: 1951 Tuttle-Giacobini-Kresák a 1954 Kresák-Peltier.
Je autorem teoretických prací o evolučních vztazích mezi kometami, asteroidy a meteoroidy. Mezi jeho nejvýznamnější výsledky patří objasnění procesu stárnutí, délky existence a způsobu zániku komet, objev a vysvětlení rezonančních mezer v soustavě komet, určení hmotnosti soustavy asteroidů, objasnění původu Tunguzského meteoritu atd. Jeho zásluhou se Astronomický ústav zařadil mezi přední světová pracoviště ve výzkumu meziplanetární hmoty. Prof. Kresák založil vědeckou školu v oblasti vzájemných souvislostí mezi jednotlivými populacemi meziplanetárních těles, která si získala uznání v astronomickém světě. Počet odvolávek na jeho vědecké práce dávno překročil číslo 1500 a v posledních letech se pohyboval kolem 100 citací za rok. Vědecké úspěchy Ľubora Kresáka ocenila i mezinárodní astronomická komunita. Jeho jméno nese planetka č. 1849 Kresák. V roce 1961 se stal úřadujícím předsedou komise pro meteory a meteority Mezinárodní astronomické unie a v letech 1973–1976 byl prezidentem komise pro polohy a pohyb malých planet, komet a satelitů MAU. V roce 1975 se stal členem řídícího výboru Mezinárodního programu pro výzkum sluneční soustavy. V roce 1979 byl zvolen viceprezidentem MAU. Od roku 1958 byl členem a od roku 1971 místopředsedou Československého národního komitétu astronomického. Byl zakládajícím členem České astronomické společnosti při SAV a dlouholetým členem jejího hlavního výboru. Oceněním Kresákovy vědecké práce doma bylo udělení Státní ceny v roce 1970. Zemřel 20. ledna 1994 v Bratislavě.

## Ocenění
- V roce 1997 mu prezident Michal Kováč propůjčil státní vyznamenání Řád Ľudovíta Štúra I. třídy, in memoriam.
- Je po něm pojmenována planetka (1849) Kresák.